# … und nicht als ein Fremder
… und nicht als ein Fremder (Originaltitel: Not as a Stranger) ist ein US-amerikanisches Filmdrama von Stanley Kramer aus dem Jahr 1955. Die Handlung basiert auf dem Roman Not as a Stranger von Morton Thompson. In der BRD erschien der Film am 28. Oktober 1955, in der DDR zwei Jahre später, am 22. November 1957.

## Handlung
Dem mittellosen Medizinstudent Lucas Marsh droht der Ausschluss von der Universität, weil er seine Studiengebühren nicht bezahlen kann. Um doch noch sein Studium abschließen zu können, heiratet er die Krankenschwester Kristina Hedvigson. Die Zweckehe ist nicht glücklich und Marshs Arroganz steht seiner Karriere im Weg.

## Kritik
„Ein sehr breit angelegtes melodramatisches Lebens- und Charakterbild, das respektvoll und unmißverständlich ärztliches Ethos und Respekt vor dem Menschen betont. Eindrucksvoll gespielt, dicht und spannend inszeniert, baut der Film jedoch seinerseits das positive Bild eines Übermenschen auf, wobei vor allem die kraß patriarchalische Darstellung der Geschlechterrollen die fortschrittlich gemeinte Botschaft torpediert.“

## Hintergrund
Der Film basiert auf dem populären Roman Not as a Stranger von Morton Thompson, an dem United Artists die Rechte erwarb. Der erfolgreiche Film war das Debüt des Regisseurs Stanley Kramer.
Er wurde für den Oscar in der Kategorie Bester Ton nominiert. Frank Sinatra erhielt bei den British Film Academy Awards eine Nominierung als Bester ausländischer Schauspieler. Charles Bickford gewann bei der Preisverleihung des National Board of Review in der Kategorie Bester Nebendarsteller.

### Synchronisation
Es existieren zwei deutsche Synchronfassungen, einer für die BRD und eine für die DDR. Die West-Fassung entstand bei der Ultra-Film Synchron GmbH, Berlin. Harald G. Petersson schrieb das Dialogbuch und Alfred Vohrer führte Regie. Die Ost-Fassung entstand im DEFA Studio für Synchronisation, Berlin. Wito Eichel schrieb das Dialogbuch und Lisa Honigmann führte Regie.
| Rolle                 | Darsteller          | Synchronsprecher (BRD) | Synchronsprecher (DDR) |
| --------------------- | ------------------- | ---------------------- | ---------------------- |
| Dr. Lucas Marsh       | Robert Mitchum      | Curt Ackermann         | Otto Mellies           |
| Kristina Hedvigson    | Olivia de Havilland | Tilly Lauenstein       | Maria Rouvel           |
| Alfred Boone          | Frank Sinatra       | Gerd Martienzen        | Gerry Wolff            |
| Harriet Lang          | Gloria Grahame      | Gisela Trowe           | Ingrid Ohlenschläger   |
| Dr. Aarons            | Broderick Crawford  | Walter Suessenguth     | Wolfgang Heinz         |
| Dr. Dave W. Runkleman | Charles Bickford    | Eduard Wandrey         | Franz Arzdorf          |
| Dr. Clem Snider       | Myron McCormick     | Werner Lieven          | Hans Klering           |
| Job Marsh             | Lon Chaney junior   | Werner Lieven          | ?                      |
| Ben Cosgrove          | Jesse White         | Erich Fiedler          | ?                      |
| Oley                  | Harry Morgan        | Clemens Hasse          | ?                      |
| Brundage              | Lee Marvin          | Heinz Petruo           | ?                      |
| Bruni                 | Virginia Christine  | Alice Treff            | ?                      |
| Dr. Dietrich          | Whit Bissell        | Klaus Miedel           | ?                      |

## Medien
- DVD … und nicht als ein Fremder, MGM Home Entertainment 2009